# Кошка Палуга

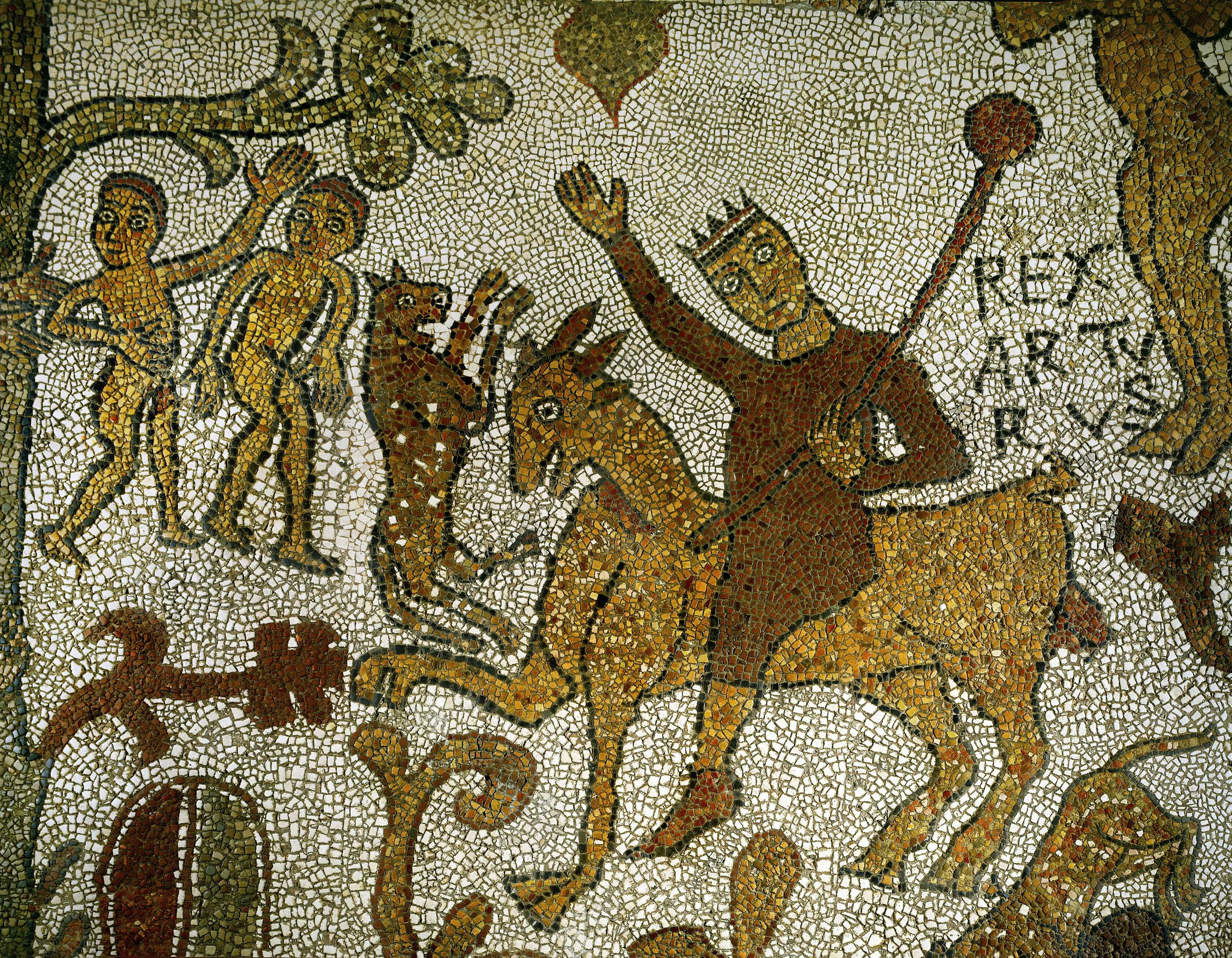
Битва Артура с кошкой. Мозаика в соборе Отранто

Кошка Палуга (англ. Cath Palug, также известна под названиями Cath Paluc, Cath Balug, Cath Balwg, Chapalu, Capalu, Capalus) — чудовищная огромная кошка из валлийских и французских легенд, фигурирующая также в Артуровском цикле.
Её название может происходить от валлийского слова «palug», означающего «царапать». По легендам она появлялась на острове Англси, где убила и съела девять воинов. В «Триадах острова Британия» (валл. Trioedd Ynys Prydain) эта кошка считается потомством огромной демонической свиньи Хенвен, и утверждается, что после рождения она была выброшена в море с целью утопления. Выжив, она доплыла до Англии, где сыновья Палуга нашли и взяли её, не понимая её смертоносного начала. Сбежав, она посеяла хаос на острове, пока не была убита сэром Кеем. В других вариантах легенды её победил сам Король Артур.
Ещё одна легенда неизвестного происхождения связывает кошку с Мон-дю-Шат в Савойе, Франция, недалеко от Женевского озера, где Артур якобы потерпел поражение от кошки в бою, который проходил в болотах близ этой горы. На сегодняшний день легенда о кошке Палуга в гораздо большей степени популярна во Франции, нежели в Великобритании.
Иногда кошка Палуга упоминается в околонаучных криптозоологических отчётах о так называемых британских больших кошках.